# Arnfinn Thorfinnsson
Arnfinn Thorfinnsson, (norreno: Arnfinr) (circa 942 – Murkle, Caithness, circa 978), è stato jarl delle Orcadi.

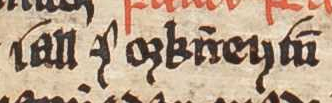
Particolare della pagina pergamena dal foglio 101v di GKS 1005 del Flateyjarbók, con il testo: jarl delle Orcadi

Figlio di Þorfinn Fracassacrani e Grelod, aveva quattro fratelli minori: Hávarðr, Hlöðvir, Ljótr e Skúli. Tutti i cinque fratelli furono coinvolti in una guerra fratricida per il controllo delle Orcadi.

## Fonti
È menzionato nella Orkneyinga saga (capitoli 8 e 9), nella Saga di Hakon il Buono (capitolo 10) e nella Saga di Olaf il Santo (capitolo 96).
Le informazioni sono incerte e possono essere verificate solo in piccola misura da altre fonti.

## Biografia
Secondo la Orkneyinga saga sposò Ragnhild Eiriksdotter, figlia di Erik Ascia Insanguinata.
Il matrimonio probabilmente avvenne attorno al 970, dopo la morte del suocero.
Ragnhild, circuendo il cognato Hávarðr, istigò la morte del suo marito Arnfinr.
Successivamente sposò Hávarðr, che gli succedette per un breve periodo, prima di essere ucciso dal figlio della sorella Einarr Klining "Pane e burro", anch'esso istigato da Ragnhild.
Successivamente la guerra fratricida per il controllo delle Orcadi portò alla morte anche di Ljótr e Skúli.